# Eichsfelds voetbalkampioenschap 1930/31
In 1930/31 werd het vierde Eichsfelds voetbalkampioenschap gespeeld, dat georganiseerd werd door de Midden-Duitse voetbalbond. VfL Olympia 08 Duderstadt werd kampioen en plaatste zich voor de Midden-Duitse eindronde. De club verloor met 6:1 van FC Preußen 1909 Langensalza.

## Gauliga
| Plaats | Club                    | Wed. | W  | G | V  | Saldo | Ptn.  |
| ------ | ----------------------- | ---- | -- | - | -- | ----- | ----- |
| 1.     | VfL 08 Duderstadt       | 16   | 14 | 0 | 2  | 84:38 | 28:4  |
| 2.     | FC Konkordia Beuren     | 16   | 9  | 2 | 5  | 48:36 | 20:12 |
| 3.     | FC Brochthausen         | 16   | 8  | 2 | 6  | 59:36 | 18:14 |
| 4.     | FC Arminia Fuhrbach     | 16   | 7  | 2 | 7  | 45:43 | 16:16 |
| 5.     | VfR Dingelstädt         | 16   | 7  | 1 | 8  | 47:52 | 15:17 |
| 6.     | SV Viktoria Kirchworbis | 16   | 6  | 3 | 7  | 28:46 | 15:17 |
| 7.     | FC 1911 Heiligenstadt   | 16   | 6  | 1 | 9  | 34:54 | 13:19 |
| 8.     | SC 1912 Leinefelde      | 16   | 5  | 1 | 10 | 28:48 | 11:21 |
| 9.     | FV Wacker Heiligenstadt | 16   | 4  | 0 | 12 | 27:47 | 8:24  |

|  | Kampioen, geplaatst voor Midden-Duitse eindronde |
|  | Degradatie                                       |